# 4ÆM
4ÆM è un singolo della musicista canadese Grimes, pubblicato il 13 novembre 2019  come quarto singolo del quinto album in studio Miss Anthropocene.

## Esibizioni dal vivo
Il 13 dicembre 2019 Grimes ha eseguito il singolo ai Game Awards 2020.

## Tracce
1. 4 AEM – 4:30